# Vrystaatia
Vrystaatia is een monotypisch geslacht van schimmels behorend tot de familie Phaeosphaeriaceae. Het bevat alleen Vrystaatia aloicola. 